# Hobscheid
Hobscheid é uma comuna do Luxemburgo, pertence ao distrito de Luxemburgo e ao cantão de Capellen.

## Demografia
Dados do censo de 15 de fevereiro de 2001:
- população total: 2.563
  - homens: 1.292
  - mulheres: 1.271

- densidade: 146,04 hab./km²
- distribuição por nacionalidade:

| Nacionalidade  | População | %      |
| -------------- | --------- | ------ |
| luxemburgueses | 1.927     | 75,19% |
| estrangeiros   | 636       | 24,81% |
| - portugueses  | 134       | 5,23%  |
| - franceses    | 77        | 3,00%  |
| - italianos    | 41        | 1,60%  |
| - belgas       | 282       | 11,00% |
| - alemães      | 20        | 0,78%  |
| - iuguslavos   | 23        | 0,90%  |
| - outros       | 59        | 2,30%  |

- Crescimento populacional:

| Ano        | População |
| ---------- | --------- |
| 15/02/2001 | 2.563     |
| 01/01/2002 | 2.579     |
| 01/01/2003 | 2.609     |
| 01/01/2004 | 2.668     |
| 01/01/2005 | 2.729     |